# Флат Рок (Мичиген)
Флат Рок (Мичиген) (енгл. Flat Rock) град је у америчкој савезној држави Мичиген. По попису становништва из 2010. у њему је живело 9.878 становника.

## Демографија
Према попису становништва из 2010. у граду је живело 9.878 становника, што је 1.390 (16,4%) становника више него 2000. године.
| Група             | 2000.         | 2010.         |
| Белци             | 7.927 (93,4%) | 8.671 (87,8%) |
| Афроамериканци    | 121 (1,4%)    | 404 (4,1%)    |
| Азијати           | 40 (0,5%)     | 83 (0,8%)     |
| Хиспаноамериканци | 229 (2,7%)    | 436 (4,4%)    |
| Укупно            | 8.488         | 9.878         |